# 東恩納寬惇
東恩納寬惇（1882年10月14日—1963年1月24日），日本沖繩學歷史學家，出生在沖繩縣那霸市。慎姓，唐名不詳。

## 經歷
他是東恩納寬裕的第四子，出生在沖繩縣那霸市東町。1908年自東京帝國大學史學科畢業後來到東京府立一中教書，先後在府立高等學校、法政大學、拓殖大學等學校當教授。
東恩納寬惇主要對《歷代寶案》進行研究，並留下了多部著作，其大多著作後來被贈送給了沖繩縣立圖書館保存，沖繩縣立圖書館為他特別設立了一個東恩納寬惇文庫。他對沖繩學的發展做出了重要貢獻，與伊波普猷、真境名安興三人，被譽為沖繩學的先驅。死後，琉球新報為了紀念他，以他的名字，設立了東恩納寬惇賞。
他與民俗學家伊波普猷、社會主義者德田球一以及琉球末代王尚泰的孫子尚昌是友人。尚昌的長子尚裕，其名字便是東恩納寬惇取的。

## 主要著書

### 單本書
- 《南島論攷》
- 《南島風土記》
- 《南島通貨志》
- 《羽地仕置》
- 《沖繩涉外史》
- 《概說沖繩史》
- 《尚泰侯實錄》
- 《琉球人名考》

### 全集
- 《東恩納寬惇全集》 1~10卷 別卷1

### 共著
- 《三味線放浪記》（與山入端つる共著）
- 《琉球史料叢書》（與伊波普猷、橫山重共著）